# Promozione Piemonte-Valle d'Aosta 1973-1974
Nella stagione 1973-1974 la Promozione era il quinto livello del calcio italiano (il massimo livello regionale). Qui vi sono le statistiche relative al campionato in Piemonte e in Valle d'Aosta gestito dal Comitato Regionale Piemontese.
Il campionato è strutturato in vari gironi all'italiana su base regionale, gestiti dai Comitati Regionali di competenza. Promozioni alla categoria superiore e retrocessioni in quella inferiore non erano sempre omogenee; erano quantificate all'inizio del campionato dal Comitato Regionale secondo le direttive stabilite dalla Lega Nazionale Dilettanti, ma flessibili, in relazione al numero delle società retrocesse dalla Serie D e perciò, a seconda delle varie situazioni regionali, la fine del campionato poteva avere degli spareggi sia di promozione che di retrocessione.

## Girone A

### Squadre partecipanti
| Squadra                  | Città (provincia)             |
| ------------------------ | ----------------------------- |
| A.N.P.I. Elter Aosta     | Aosta                         |
| U.S. Aosta               | Aosta                         |
| G.S. Arona               | Arona (NO)                    |
| U.S. Balangero           | Balangero (TO)                |
| Borgofranco F.C.         | Borgofranco d'Ivrea (TO)      |
| A.C. Castellettese       | Castelletto sopra Ticino (NO) |
| C.S. Ciriè               | Cirié (TO)                    |
| A.C. Galliate            | Galliate (NO)                 |
| A.C. Gozzano             | Gozzano (NO)                  |
| U.S.I. Grignasco         | Grignasco (NO)                |
| Istituto Sociale Cafasse | Torino (TO)                   |
| U.S. Juventus Domo       | Domodossola (NO)              |
| A.C. Meina               | Meina (NO)                    |
| Oleggio Sportiva         | Oleggio (NO)                  |
| U.S. Ponzone             | Trivero (VC)                  |
| A.S. Virtus Villadossola | Villadossola (NO)             |

### Classifica finale
|  | Pos. | Squadra                  | Pt  | G   | V   | N   | P   | GF  | GS  | DR  |
|  | ---- | ------------------------ | --- | --- | --- | --- | --- | --- | --- | --- |
|  | 1.   | Aosta                    | 44  | 30  | 17  | 10  | 3   | 42  | 18  | +24 |
|  | 2.   | Meina                    | 41  | 30  | 17  | 7   | 6   | 44  | 17  | +27 |
|  | 3.   | Virtus Villadossola      | 40  | 30  | 15  | 10  | 5   | 43  | 23  | +20 |
|  | 4.   | Juventus Domo            | 38  | 30  | 13  | 12  | 5   | 34  | 21  | +13 |
|  | 5.   | Arona                    | 37  | 30  | 13  | 11  | 6   | 40  | 23  | +17 |
|  | 6.   | Castellettese            | 36  | 30  | 11  | 14  | 5   | 39  | 30  | +9  |
|  | 7.   | Istituto Sociale Cafasse | 31  | 30  | 9   | 13  | 8   | 28  | 27  | +1  |
|  | 8.   | Grignasco                | 29  | 30  | 11  | 7   | 12  | 28  | 39  | -11 |
|  | 9.   | Gozzano                  | 28  | 30  | 8   | 12  | 10  | 34  | 32  | +2  |
|  | 10.  | Ponzone (-1)             | 27  | 30  | 9   | 10  | 11  | 29  | 36  | -7  |
|  | 11.  | Galliate                 | 26  | 30  | 8   | 10  | 12  | 22  | 35  | -13 |
|  | 12.  | Balangero                | 25  | 30  | 7   | 11  | 12  | 39  | 46  | -7  |
|  | 13.  | Oleggio                  | 20  | 30  | 4   | 12  | 14  | 16  | 33  | -17 |
|  | 14.  | A.N.P.I. Elter Aosta     | 20  | 30  | 6   | 8   | 16  | 22  | 41  | -19 |
|  | 15.  | Borgofranco              | 19  | 30  | 5   | 9   | 16  | 28  | 47  | -19 |
|  | 16.  | Ciriè (-1)               | 17  | 30  | 5   | 8   | 17  | 19  | 39  | -20 |
|  |      |                          | 478 | 480 | 158 | 164 | 158 | 507 | 507 | 0   |

Legenda:
      Promosso in Serie D 1974-1975.
      Retrocesso in Prima Categoria.
Regolamento:
Due punti a vittoria, uno a pareggio, zero a sconfitta.
Pari merito in caso di pari punti.
Differenza reti generale per stabilire le retrocessioni in caso di pari punti.
Note:
Ponzone e Ciriè hanno scontato 1 punto di penalizzazione in classifica per una rinuncia.

## Girone B

### Squadre partecipanti
| Squadra            | Città (provincia)             |
| ------------------ | ----------------------------- |
| Pol. Busca         | Busca (CN)                    |
| A.S. Carassonese   | Mondovì (CN)                  |
| U.S. Cassine       | Cassine (AL)                  |
| U.S. Castellamonte | Castellamonte (TO)            |
| U.S. Cheraschese   | Cherasco (CN)                 |
| A.C. Chieri        | Chieri (TO)                   |
| A.C. Cuneo         | Cuneo (CN)                    |
| U.S. Fossanese     | Fossano (CN)                  |
| U.S. Monferrato    | San Salvatore Monferrato (AL) |
| G.S. Pertusa       | Torino (TO)                   |
| F.C. Pinerolo      | Pinerolo (TO)                 |
| U.S. Saviglianese  | Savigliano (CN)               |
| U.S. Susa          | Susa (TO)                     |
| U.S. Valenzana     | Valenza (AL)                  |
| A.S. Vallorco      | Cuorgnè (TO)                  |
| S.C. Vigone        | Vigone (TO)                   |

### Classifica finale
|  | Pos. | Squadra       | Pt  | G   | V   | N   | P   | GF  | GS  | DR  |
|  | ---- | ------------- | --- | --- | --- | --- | --- | --- | --- | --- |
|  | 1.   | Castellamonte | 42  | 30  | 15  | 12  | 3   | 42  | 24  | +18 |
|  | 2.   | Cheraschese   | 40  | 30  | 15  | 10  | 5   | 44  | 31  | +13 |
|  | 3.   | Busca         | 37  | 30  | 12  | 13  | 5   | 29  | 17  | +12 |
|  | 4.   | Chieri        | 36  | 30  | 11  | 14  | 5   | 39  | 23  | +16 |
|  | 5.   | Valenzana     | 36  | 30  | 12  | 12  | 6   | 41  | 25  | +16 |
|  | 6.   | Cuneo         | 33  | 30  | 10  | 13  | 7   | 29  | 19  | +10 |
|  | 7.   | Vigone        | 30  | 30  | 7   | 16  | 7   | 35  | 34  | +1  |
|  | 8.   | Carassonese   | 30  | 30  | 11  | 8   | 11  | 43  | 44  | -1  |
|  | 9.   | Fossanese     | 30  | 30  | 11  | 8   | 11  | 34  | 38  | -4  |
|  | 10.  | Vallorco      | 30  | 30  | 8   | 14  | 8   | 28  | 36  | -8  |
|  | 11.  | Saviglianese  | 28  | 30  | 9   | 10  | 11  | 29  | 30  | -1  |
|  | 12.  | Pinerolo      | 28  | 30  | 9   | 10  | 11  | 29  | 32  | -3  |
|  | 13.  | Susa          | 22  | 30  | 8   | 6   | 16  | 40  | 48  | -8  |
|  | 14.  | Pertusa       | 22  | 30  | 7   | 8   | 15  | 27  | 43  | -16 |
|  | 15.  | Cassine       | 19  | 30  | 5   | 9   | 16  | 23  | 64  | -41 |
|  | 16.  | Monferrato    | 17  | 30  | 5   | 7   | 18  | 33  | 47  | -14 |
|  |      |               | 480 | 480 | 155 | 170 | 155 | 555 | 555 | 0   |

Legenda:
      Promosso in Serie D 1974-1975.
  Retrocesso e in seguito riammesso.
      Retrocesso in Prima Categoria.
Regolamento:
Due punti a vittoria, uno a pareggio, zero a sconfitta.
Pari merito in caso di pari punti.
Differenza reti generale per stabilire le retrocessioni in caso di pari punti.
Note:
Il Vallorco rinuncia alla stagione successiva.